# Mauritius Rachel
Mauritius Rachel, auch Moritz (* 13. Januar 1594 in Malchow; † 5. Januar 1637 in Lunden) war ein deutscher Pastor und Dichter.

## Leben und Wirken
Mauritius Rachel war ein Sohn des Ratsherrn und Kämmerers in Malchow Joachim Rachel († vermutlich vor 1613) und dessen Ehefrau Margareta († 1614/15). Ihr Vater war der Malchower Pastor Martin Bambam.
Rachel ging vermutlich auf das Katharineum zu Lübeck und schrieb sich im Dezember 1613 für ein Theologiestudium an der Universität Rostock ein. Aufgrund des Todes seiner Eltern musste er das Studium schnellstmöglich abschließen. Christian Schlee vermittelte ihm im Jahr darauf eine Stelle als Kantor der Husumer Lateinschule.
In Husum wurde Rachel von Herzogin Augusta von Schleswig-Holstein-Gottorf unterstützt. Diese wohnte als Witwe im Husumer Schloss und bot ihm mitunter die Möglichkeit, in der Schlosskapelle zu predigen. Außerdem versprach sie ihm, für die Fortsetzung seines Studiums aufzukommen. Da Rachel seine vier jüngeren, bei ihm lebenden Brüder versorgen musste, konnte er diese Gelegenheit nicht ergreifen. Augusta von Schleswig-Holstein-Gottorf bat daher ihren Hofprediger Jacob Fabricius den Jüngeren, Rachel als Diakon von Lunden vorzuschlagen. Diese Stelle hatte zuvor Fabricius‘ jüngerer Bruder Philipp innegehabt, der in das Pastorat gewechselt war. Rachel hielt daraufhin eine Probepredigt und bekam die Stelle als Diakon der Lundener Kirche. Als zwei Jahre später Philipp Fabricius verstarb, übernahm er die dadurch freigewordene Pastorenstelle, die er bis zu seinem Lebensende innehette. Als strenger Lutheraner beteiligte er sich an Konflikten um Nicolaus Teting und Hartwig Lohmann.

## Werke
Rachel schrieb Gedichte, die nur in Form von Gelegenheitsdrucken verbreitet wurden. Trotzdem war er ein in Norddeutschland renommierter neulateinischer Lyriker. Er wurde vermutlich aufgrund dieser Werke zum Poeta laureatus ernannt und konnte 1620 bei Johann Lauremberg zum Magister promovieren. Im Gegensatz zum Großteil neulateinischer Dichter seiner Zeit interessierte sich Rachel auch für deutsche Lyrik. Wahrscheinlich aus diesem Grund stand er in Kontakt mit Johannes Rist.
In Form eigenständiger Drucke Rachels existieren mehrere Predigten und eine Schrift, mit der er Johann Arndt verteidigte. Erhalten geblieben ist eine Leichenpredigt aus dem Jahr 1624 auf die Frau eines Landvogtes. In dieser sagte er über die Verstorbene, dass sie als allgemein habgierig bekannt gewesen sei und es daher zu Streit in der Familie gekommen sei.

## Familie
Rachel heiratete am 4. Mai 1617 eine Frau namens Margareta, die nach dem 6. Oktober 1667 starb. Sie war eine Tochter des Husumer Bürgers Martin Tetens. Aus dieser Ehe gingen drei Töchter und vier Söhne hervor. Zu ihnen gehörten der Satiriker Joachim Rachel, der Sohn Martin (* 1623), der als Landschreiber von Norderdithmarschen in Lunden arbeitete, und der Jurist und Staatsmann Samuel Rachel.
Rachel vermittelte, wohl aufgrund seiner Kontakte zu Augusta von Schleswig-Holstein-Gottorf und Jacob Fabricius, mehrere Verwandte in verschiedene Ämter:
- Der Vetter Joachim Rachel erhielt 1624 eine Stelle als Rektor in Husum.
- Sein jüngerer Bruder Joachim arbeitete als Kantor in Lunden.
- Der Bruder Samuel (1603–1666) arbeitete anfangs als Kantor in Tondern, anschließend als Rektor in Lunden und ab 1629 als Pastor in St. Annen.
- Der Bruder Franz folgte um 1630 auf seinen Bruder Samuel als Rektor in Lunden und wurde 1637 Diakon in Tellingstedt.

Somit wurde die Familie Rachel in Norderdithmarschen heimisch.